# Юрій Бача
Юрій Андрійович Бача (нар. 13 травня 1932, с. Кечківці, Свидницький окрес, Чехословаччина — 25 січня 2021) — український громадсько-культурний діяч на Пряшівщині. Письменник, публіцист і літературний критик, педагог, науковець-україніст, професор з української літератури. Лауреат Міжнародної літературної премії імені Богдана Лепкого.

## Життєпис
Юрій Бача народився у селі Кечківці Свидницького округу на території сучасної Словаччини. Науковець походить з багатодітної селянської сім'ї, був третім із десяти дітей.
Бойові дії 1944 змусили його родину переселитися спочатку до Бардієва, а звідти — у Хминянську Нову Вес. В березні 1945 сім'я знову повернулася у рідне село.
Майбутній публіцист закінчив 6 класів сільської початкової школи, у 1947 року — горожанську школу у Свиднику. Вищу освіту здобув у Торговій академії у Пряшеві (1951), склавши іспити на «відмінно». Продовжив навчання заочно на педагогічному факультеті Словацького університету, згодом закінчив філософський факультет Університету ім. Коменського у Братиславі, аспірантуру з української літератури Київського університету ім. Тараса Шевченка.
Протягом вересня 1951 — серпня 1952 поряд із навчанням викладав у російській гімназії ім. Героїв Дуклі у Свиднику, працював секретарем ОК профспілок учителів. У студентські роки став першим редактором української газети «Нове життя». З 21 січня 1952 року — кандидат у члени Компартії Чехословаччини. Через рік приєднався до Культурної Спілки Українських Трудящих (КСУТ), яка стала координатором суспільно-культурної діяльності українського населення країни.
Наукове відрядження для вивчення архівних матеріалів у Львів 1958 сильно вплинуло на національну свідомість Юрія Бачи, завдяки якому він став «свідомим громадянином-українцем». 13 травня 1960, перебуваючи у Києві, захистив дисертацію на тему «Літературний рух на Закарпатті середини ХІХ століття».
Працював асистентом, старшим викладачем Пряшівського педінститутуту, доцентом кафедри української мови та літератури Пряшівського філософського факультету Університету ім. Шафарика. Крім того брав активну участь у наукових конференціях, виступаючи з доповідями. Став автором книги «Чому, коли і як?» про минуле і сучасне життя русинів-українців Закарпаття і Пряшівщини. На запрошення української діаспори здійснив візити до Франції, а у 1969 році — до Америки.
Після вторгнення у Чехословаччину 1968, Ю. Бача заарештований і поміщений у в'язницю, де перебував протягом двох з половиною років. За українські переконання та публікації втратив роботу, до 1990 року працював помічним робітником, шофером, складником та на інших допоміжних роботах. У травні 1990 науковця прийнято за конкурсом на попереднє місце роботи: він знову став доцентом кафедри української мови та літератури Пряшівського філософського факультету університету ім. Шафарика. Від 15 лютого 2001 він професор української літератури.
З червня 2002 року — на пенсії.
2006 в Ужгороді з'явилася книга Юрія Бачі «Вибрані твори», в якій подано найкращі прозові та поетичні твори письменника. Через два роки вийшла друга частина книги, до якої ввійшли окремі літературознавчі та кращі публіцистичні праці знаного професора-україніста.

## Творчий доробок
- «Літературний рух на Закарпатті середини 19 ст.» (Пряшів, 1961)
- «З історії української літератури Закарпаття та Чехословаччини» (Пряшів, 1998),
- Збірка оповідань «А матері творїй завиджу» (Пряшів, 1991 р.),
- Роман «Олекса» (Київ, 1993),
- Документарна та інша проза «Листи самому собі» (Пряшів, 1997 р.),
- Збірка поезій «На правах рукопису» (Париж-Львів-Цвікау, 2002 р.),
- Вибрані статті про Україну «Добрий день, Україно», Пряшів, 2002 р.).
- Юрій Бача, «Вибрані твори», «Мистецька лінія», Ужгород, 2006 р., С. 555 — перше вибране художніх творів автора, (зелений том) та Юрій Бача, «Вибрані твори» «Мистецька лінія», Ужгород, 2008 р., С. 592 — перше вибране з літературознавства та публіцистики, (синій том).